# بارارهينهايميرا
بارارهينهايميرا (باللاتينية: Pararheinheimera) جنس من البكتيريا من فصيلة كروماتياسي (باللاتينية: Chromatiaceae).   